# 1349 Bechuana
1349 Bechuana је астероид главног астероидног појаса чија средња удаљеност од Сунца износи 3,010 астрономских јединица (АЈ).
Апсолутна магнитуда астероида је 10,2 а геометријски албедо 0,038.